# Мастал I (патрицій Амальфі)
Мастал I (†953), патрицій Амальфі (914—953), син останнього префекта Амальфі Мансо I.
У 946 допомагав князю Салернському Гізульфу I оборонятись від нападу військ князя Беневентського Ландульфа II та неаполітанського дуки Іоанна III. Мастал влаштував успішну засідку в проході біля печери біля Кава де Тіррені, що змусило нападників відмовитись від їх задумів.